# Preuteşti
Preuteşti é uma comuna romena localizada no distrito de Suceava, na região de Moldávia. A comuna possui uma área de 85.65 km² e sua população era de 6719 habitantes segundo o censo de 2007.